# ملادن يوتوريتش
ملادن يوتوريتش (مواليد 19 أبريل 1996) هو لاعب كرة قدم نمساوي.

## وصلات خارجية
- ملادن يوتوريتش على موقع رابطة كرة القدم اليابانية للمحترفين (اليابانية)
- ملادن يوتوريتش على موقع قاعدة بيانات كرة القدم.إي يو (الإنجليزية)
- ملادن يوتوريتش على موقع Soccerway.com (الإنجليزية)
- ملادن يوتوريتش على موقع عالم كرة القدم.نت (الإنجليزية)